# Barbara Lynn
Barbara Lynn (Beaumont, 1942. január 16. –) amerikai rhythm and blues, electric blues gitáros, énekesnő, dalszerző. Legismertebb dala, a  „You'll Lose a Good Thing” az 1962-es R&B slágerlista élére került. 2018-ban Lynn Nemzeti Örökség Díjat kapott.

## Pályafutása
Barbara Lynn a texasi Beaumontban született, és a Hebert High Schooaban tanult. A helyi egyházközség kórusában énekelt. Gyerekként zongorázott is, de áttért a gitárra, amelyen bal kézzel játszik. A blues előadók, Guitar Slim és Jimmy Reed,  Elvis Presley és Brenda Lee inspirálták. Számos helyi tehetségkutatót megnyert, majd megalapította a Bobbie Lynn and Her Idols nevű női zenekart.
Először texasi klubokban kezdett fellépni. Joe Barry énekes látta egy fellépését, és bemutatta Lynnt Huey P. Meaux producernek – aki több lemezkiadót is vezetett New Orleansban.
Felvette első kislemezét, a „You'll Lose a Good Thing”-et, amelynek ő maga volt a szerzője. Cosimo Matassa J&M Recording stúdiójában vették fel olyan stúdiózenészekkel, mint Dr. John,ó. A  dal 1962-ben az amerikai Billboard R&B slágerlistájának élére került, és a Billboard Hot 100 top 10-es listáján is szerepelt. A dalt később Aretha Franklin is felvette, aztán Freddy Fender countryslágere lett.
Lynn kiadott egy albumot „You'll Lose A Good Thing” címmel, amelyen tíz saját szerzeménye szerepelt.
A korában szokatlan módon Lynn olyan afroamerikai énekesnő volt, aki a legtöbb dalát maga írta és több hangszeren is játszott. Hamarosan olyan zenészekkel turnézott, mint Gladys Knight, Stevie Wonder, Smokey Robinson, Dionne Warwick, Jackie Wilson, Sam Cooke, Otis Redding, James Brown, Al Green, Carla Thomas, Marvin Gaye, Ike & Tina Turner, The Temptations és B.B. King. Fellépett az Apollo Színházban kétszer az American Bandstand-en. 1965-ben az „Oh Baby (We've Got A Good Thing Goin')” (1964) című dalát a The Rolling Stones feldolgozta a The Rolling Stones Now! című albumukon. 
Lynn 1966-ig folytatta a felvételeket a Jamie Recordsnál, és számos kisebb slágert is kiadott. 1984-ben Japánban turnézott, és felvett egy élő albumot, amely később az Egyesült Államokban is megjelent. Férje halála után visszatért szülővárosába, ahol édesanyja élt. További nemzetközi turnékon vett részt Európában is. 1994-ben felvette több mint húsz év után első stúdióalbumát („So Good”). A későbbi években számos további albumot adott ki különböző kiadóknál.
Továbbra is Beaumontban él. A 2015-ös I Am the Blues című dokumentumfilmben szerepel.

## Albumok
(válogatás)
- 1963: You'll Lose A Good Thing
- 1964: Sister of Soul
- 1968: Here Is Barbara Lynn
- 1988: You Don't Have To Go
- 1993: So Good
- 1996: Until Then I'll Suffer
- 2000: Hot Night Tonight
- 2004: Blues & Soul Situation

## Filmek
- 2015: I Am the Blues

## Díjak
- 1962: Billboard Hot 100
- 1999: Rhythm and Blues Foundation
- 2018: National Heritage Fellowship

## Fordítás
- Ez a szócikk részben vagy egészben  a   Barbara Lynn című angol Wikipédia-szócikk ezen változatának fordításán alapul.  Az eredeti cikk szerkesztőit annak laptörténete sorolja fel. Ez a jelzés csupán a megfogalmazás eredetét és a szerzői jogokat jelzi, nem szolgál a cikkben szereplő információk forrásmegjelöléseként.